# Атанаска Тенева
Атанаска Михайлова Тенева е български педагог и политик от БСП. Народен представител от парламентарната група на Коалиция за България в XXXIX и XL Народно събрание. Заместник-министър на образованието в 89-о правителство на България. Преподавател в Университета по хранителни технологии в Пловдив.

## Биография
Атанаска Тенева е родена на 14 януари 1958 година в Златоград. Магистър по математика е от ПУ „Паисий Хилендарски“. Придобива докторантура по философия от Руската академия по управление в Москва и квалификация за учител по философия от СУ „Св. Климент Охридски“.
През юни 2013 година е назначена за заместник-министър на образованието в 89-о правителство на България, от премиера Пламен Орешарски.